# Larisa Efimovna Šepit'ko
Larisa Efimovna Šepit'ko (in russo Лариса Ефимовна Шепитько?; Artemivs'k, 6 gennaio 1938 – Leningrado, 2 luglio 1979) è stata una regista sovietica.

## Biografia
Dal 1954 frequentò il VGIK  di Mosca, dove studiò con Aleksandr Dovženko fino alla morte di lui, nel 1956. Si diplomò nel 1963 con il film Calura, che raccontava la storia di una comunità di contadini dell'Asia centrale a metà degli anni cinquanta.
Il film successivo, Le ali (1966), aveva per protagonista un'ex pilota di guerra pluridecorata, incapace di comprendere la figlia e le nuove generazioni. Il terzo film, Tu e io (1971), venne accolto con favore alla Mostra del Cinema di Venezia ma ebbe una distribuzione molto limitata in Unione Sovietica.
L'ascesa (1976) fu il suo ultimo film e quello più conosciuto all'estero. La Šepit'ko ritornò sul tema della guerra descrivendo le tragiche avventure di un gruppo di partigiani bielorussi nell'inverno del 1942, culminata dalla cattura di due partigiani ad opera dei nazisti, partigiani poi interrogati da un collaborazionista locale (interpretato da Anatolij Solonicyn), e dall'esecuzione di uno dei due in pubblico. Il martirio dei due uomini fu raccontato con frequenti riferimenti all'iconografia cristiana. L'ascesa vinse l'Orso d'oro al Festival di Berlino nel 1977.
L'anno successivo fu tra i membri della giuria al festival di Berlino.
Morì all'età di 40 anni nel 1979 in un incidente d'auto a Leningrado insieme a quattro membri della troupe, durante i sopralluoghi per un adattamento del romanzo Addio a Matëra. Il marito Elem Klimov terminerà il lavoro per lei (L'addio, 1983) e le dedicherà un cortometraggio commemorativo, Larisa (1980).

## Filmografia
- Calura (Зной) (1963)
- Le ali (Крылья) (1966)
- La patria dell'elettricità (Родина электричества) - episodio del film L'inizio di un secolo sconosciuto (Начало неведомого века) (1967)
- Alla tredicesima ora della notte (В тринадцатом часу ночи) - film TV (1969)
- Tu e io (Ты и я) (1971)
- L'ascesa (Восхождение) (1977)
- L'addio (Прощание) - terminato da Elem Klimov (1983)